# Ченчо Мантовані
Ченчо Мантовані (італ. Cencio Mantovani, 17 жовтня 1942 — 21 жовтня 1989) — італійський велогонщик.
Срібний призер Олімпійських Ігор 1964 року в командній гонці переслідування.
Срібний призер Чемпіонату світу з велоперегонів на треку 1964 (командна гонка переслідування), 1965 (командна гонка переслідування) років.